# オビエド大学
オビエド大学（スペイン語: Universidad de Oviedo、アストゥリアス語: Universidá d'Uviéu）は、スペイン・アストゥリアス州オビエドに本部を持つ公立大学。1574年に異端審問所の長でもあったカトリックの大司教フェルナンド・バルデス・サラスによって創立され、1608年に活動が開始された。キャンパスは分散しており、オビエド、ヒホン、ミエーレスにある。

## キャンパス
- オビエド
  - クリスト・キャンパス (Campus del Cristo)
  - ジャマキーケ・キャンパス (Campus de Llamaquique)
  - ロス・カタラーネス・キャンパス (Campus de los Catalanes)
  - オビエド中央キャンパス (Campus Oviedo Centro)
  - 人文学キャンパスまたはミラン・キャンパス (Campus de Humanidades (el Milán))
- ヒホン
  - ヒホン中央キャンパス (Campus Gijón Centro)
  - ビエスケス・キャンパス (Campus de Viesques)
- ミエーレス
  - ミエーレス・キャンパス (Campus de Mieres)

## 学部
- 法学部（1608年）
- 化学部（1848年）
- 文献学部（1892年）
- 地質学部（1958年）
- 生物学部（1961年）
- 地理学・歴史学部（1965年）
- 医学部（1968年）
- 経済学・経営学部（1974年）
- 教育学部（1976年）
- 理学部（1990年）
- 心理学部（1991年）
- 哲学部（1993年）

## 関連人物

### 教員
- ラファエル・アルタミラ・イ・クレベア - 歴史学者・法学者。
- レオポルド・アラス - 批評家・法学者。
- カルミナ・ビルジリ - 地質学者。最初期の女性教員。
- 川村やよい（wikidata） - 美術史研究者。

### 卒業生
- ラファエル・デル・リエゴ - 軍人・政治家。
- マリア・ルイサ・カルセド - 政治家。
- リカルド・ロドリゲス (サッカー指導者) - サッカー指導者。